# Distretto di Amreli
Il distretto di Amreli è un distretto del Gujarat, in India, di 1 393 295 abitanti. Il suo capoluogo è Amreli.